# Walerija Dmitrijewna Sawinych
Walerija Dmitrijewna Sawinych (russisch Валерия Дмитриевна Савиных; * 20. Februar 1991 in Swerdlowsk, Sowjetunion) ist eine russische Tennisspielerin.

## Karriere
Sawinych begann im Alter von fünf Jahren mit dem Tennissport. Auf ITF-Turnieren gewann sie bisher 10 Einzel- und 23 Doppeltitel.
2012 erreichte sie als Qualifikantin beim WTA-Turnier in Miami die zweite Runde, in der sie Samantha Stosur mit 4:6 und 0:6 unterlag. 2013 gelang ihr bei den Australian Open ihr bislang bestes Abschneiden bei einem Grand-Slam-Turnier, als sie dort im Einzel in die dritte Runde einzog.
Ihre besten Weltranglistenplatzierungen erreichte sie im April 2012 mit Position 99 im Einzel und im November 2017 mit Rang 98 im Doppel.

## Turniersiege

### Einzel
| Nr. | Datum             | Turnier         | Kategorie    | Belag     | Finalgegnerin          | Ergebnis         |
| --- | ----------------- | --------------- | ------------ | --------- | ---------------------- | ---------------- |
| 1.  | 16. April 2011    | Johannesburg    | ITF $100.000 | Hartplatz | Petra Cetkovská        | 6:1, 6:3         |
| 2.  | 30. Oktober 2016  | Iraklio         | ITF $10.000  | Hartplatz | Gabriella Taylor       | 6:2, 4:1 Aufgabe |
| 3.  | 4. Juni 2017      | Montemor-o-Novo | ITF $15.000  | Hartplatz | Sarah-Rebecca Sekulic  | 6:2, 6:0         |
| 4.  | 26. August 2017   | Artvin          | ITF $60.000  | Hartplatz | Ayla Aksu              | 3:6, 7:610, 7:65 |
| 5.  | 15. Dezember 2018 | Pune            | ITF $25.000  | Hartplatz | Lu Jiajing             | 3:6, 6:2, 7:67   |
| 6.  | 5. Mai 2019       | Namangan        | ITF $25.000  | Hartplatz | Eudice Chong           | 6:0, 4:6, 7:5    |
| 7.  | 4. August 2019    | Taipei          | ITF $25.000  | Hartplatz | Risa Ushijima          | 7:5, 6:2         |
| 8.  | 18. April 2021    | Calvi           | ITF W25+H    | Hartplatz | Susan Bandecchi        | 6:1, 6:4         |
| 9.  | 25. Dezember 2022 | Navi Mumbai     | ITF W25      | Hartplatz | Priska Madelyn Nugroho | 6:2, 7:64        |
| 10. | 2. Juli 2023      | Palma del Río   | ITF W40      | Hartplatz | Harmony Tan            | 7:5, 6:3         |

### Doppel
| Nr. | Datum              | Turnier             | Kategorie      | Belag             | Partnerin              | Finalgegnerinnen                         | Ergebnis          |
| --- | ------------------ | ------------------- | -------------- | ----------------- | ---------------------- | ---------------------------------------- | ----------------- |
| 1.  | 13. Juli 2008      | Prokuplje           | ITF $10.000    | Sand              | Ljubica Avramović      | Zorica Petrov Anja Prislan               | kampflos          |
| 2.  | 25. Oktober 2008   | Lagos               | ITF $25.000    | Hartplatz         | Jelena Tschalowa       | Rushmi Chakravarthi Isha Lakhani         | 6:76, 6:3, [10:7] |
| 3.  | 24. Mai 2009       | Ain Sukhna          | ITF $10.000    | Sand              | Anna Brazhnikova       | Galina Fokina Anna Morgina               | 3:6, 6:3, [10:6]  |
| 4.  | 7. Februar 2010    | Sutton              | ITF $25.000    | Hartplatz (Halle) | Irini Georgatou        | Naomi Cavaday Anna Smith                 | 7:5, 2:6, [10:8]  |
| 5.  | 18. Juli 2010      | Zwevegem            | ITF $25.000    | Sand              | Richèl Hogenkamp       | Irina Chromatschowa Maryna Zanevska      | 6:3, 3:6, [10:7]  |
| 6.  | 23. Januar 2011    | Andrézieux-Bouthéon | ITF $25.000    | Hartplatz (Halle) | Darija Jurak           | Kiki Bertens Richèl Hogenkamp            | 6:3, 7:60         |
| 7.  | 1. April 2011      | Monzón              | ITF $50.000    | Hartplatz         | Jelena Bowina          | Margalita Tschachnaschwili Ivana Lisjak  | 6:1, 2:6, [10:4]  |
| 8.  | 16. Oktober 2011   | Troy                | ITF $50.000    | Hartplatz         | Jelena Bowina          | Varvara Lepchenko Mashona Washington     | 7:66, 6:3         |
| 9.  | 9. Mai 2014        | Tunis               | ITF $25.000    | Sand              | Andrea Gámiz           | Beatriz García Vidagany Marina Melnikowa | 6:4, 6:1          |
| 10. | 6. Juni 2014       | La Marsa            | ITF $25.000    | Sand              | Andrea Gámiz           | Xenia Knoll Pemra Özgen                  | 1:6, 7:66, [11:9] |
| 11. | 20. Februar 2016   | Palmanova           | ITF $10.000    | Sand              | Aljona Sotnykowa       | Amanda Carreras Alice Savoretti          | 2:6, 6:4, [10:6]  |
| 12. | 30. April 2016     | Iraklio             | ITF $10.000    | Hartplatz         | Aljona Sotnykowa       | Xenija Bekker Alina Silitsch             | 4:6, 6:4, [10:7]  |
| 13. | 11. Juni 2016      | Puszczykowo         | ITF $10.000    | Hartplatz         | Weronika Jasmina Forys | Olga Brózda Katarzyna Kawa               | 7:64, 6:4         |
| 14. | 1. Juli 2016       | Toruń               | ITF $25.000    | Sand              | Irina Maria Bara       | Oqgul Omonmurodova Walentina Iwachnenko  | 6:3, 4:6, [10:7]  |
| 15. | 14. April 2017     | Nanning             | ITF $25.000    | Hartplatz         | Lu Jingjing            | Gai Ao Guo Hanyu                         | 6:4, 6:4          |
| 16. | 26. Mai 2017       | Santarém            | ITF $25.000    | Hartplatz         | Walerija Strachowa     | Cristina Bucșa Xenija Kusnezowa          | 6:3, 6:2          |
| 17. | 15. Juli 2017      | Winnipeg            | ITF $25.000    | Hartplatz         | Hiroko Kuwata          | Kimberly Birrell Caroline Dolehide       | 6:4, 7:64         |
| 18. | 22. Juli 2017      | Gatineau            | ITF $25.000    | Hartplatz         | Hiroko Kuwata          | Kimberly Birrell Emily Webley-Smith      | 4:6, 6:3, [10:5]  |
| 19. | 12. November 2017  | Limoges             | WTA Challenger | Hartplatz (Halle) | Maryna Zanevska        | Chloé Paquet Pauline Parmentier          | 6:0, 6:2          |
| 20. | 29. September 2018 | Óbidos              | ITF $25.000    | Teppich           | Katarzyna Piter        | Mariam Bolkwadse Inês Murta              | 6:3, 6:2          |
| 21. | 2. November 2018   | Wirral              | ITF $25.000    | Hartplatz (Halle) | Freya Christie         | Sarah Beth Grey Olivia Nicholls          | 6:4, 7:5          |
| 22. | 2. Februar 2019    | Midland             | ITF $100.000   | Hartplatz (Halle) | Wolha Hawarzowa        | Cori Gauff Ann Li                        | 6:4, 6:0          |
| 23. | 2. Juli 2021       | Palma del Río       | ITF W25        | Hartplatz         | Eri Hozumi             | Himari Satō Lulu Sun                     | 7:66, 6:3         |
| 24. | 1. Juli 2022       | Palma del Río       | ITF W25+H      | Hartplatz         | Fanny Stollár          | Celia Cerviño Ruiz Justina Mikulskytė    | 7:63, 6:2         |

## Abschneiden bei Grand-Slam-Turnieren

### Einzel
| Turnier         | 2010 | 2011 | 2012 | 2013 | 2014 | 2015 | 2016 | 2017 | 2018 | 2019 | 2020 | 2021 | 2022 | 2023 | 2024 | Karriere |
| --------------- | ---- | ---- | ---- | ---- | ---- | ---- | ---- | ---- | ---- | ---- | ---- | ---- | ---- | ---- | ---- | -------- |
| Australian Open | —    | —    | 1    | 3    | —    | —    | —    | —    | —    | —    | Q2   | 1    | Q2   | —    | Q1   | 3        |
| French Open     | —    | Q1   | Q1   | Q1   | —    | —    | —    | —    | —    | —    | Q1   | Q1   | Q1   | —    | —    | —        |
| Wimbledon       | —    | Q2   | Q3   | —    | —    | —    | —    | —    | —    | Q1   |      | Q1   | —    | —    | —    | —        |
| US Open         | Q2   | Q2   | Q3   | —    | —    | —    | —    | —    | —    | Q2   | —    | Q1   | —    | Q2   | Q1   | —        |

Zeichenerklärung: S = Turniersieg; F, HF, VF, AF = Einzug ins Finale / Halbfinale / Viertelfinale / Achtelfinale; 1, 2, 3 = Ausscheiden in der 1. / 2. / 3. Hauptrunde; Q1, Q2, Q3 = Ausscheiden in der 1. / 2. / 3. Qualifikationsrunde; nicht ausgetragen